# 寶龜克壽
寶龜克壽（日语：／ Hōki Katsuhisa，1946年10月30日—），日本的男性配音員及演員。長崎縣出身，舊藝名為。目前隸屬於Kenyu Office事務所。音域為男中音。

## 人物簡介
- 2020年1月1日現在是青二Production所屬，以前經歷劇團東演（日语：劇団東演）、劇團百鬼座、Sigma Seven、Production Baobab、Kenyu Office。
- 2010年1月，接替因急病離逝的鄉里大輔擔任《ONE PIECE》中（二代目）的角色配音。
- 2014年10月9日，在官方網站上宣佈將會正式取代需要接受長期住院醫療的廣瀨正志，於「GUNDAM創戰者TRY」的第五集起，成為的角色配音。
- 長崎縣出身，能操九州方言（佐世保弁）。曾在一部以長崎縣作為舞台背景的作品《坂道上的阿波羅》中擔任方言指導。

## 演出作品

### 電視動畫
- 江戶盜賊團五葉（佛之宗次）
- 光速蒙面俠21（監督）
- 淘氣小親親（一色菊之助、祖父）
- 膽小狗英雄（恐怖鴨、老醫生、將軍）
- 天才小魚郎（大叔）
- ONE PIECE（月光·摩利亞）
- 我愛美樂蒂（聖誕老人）
- 怪俠索羅利（鈴木サンタ）
- 星際牛仔（ベイカー·パンチョレロ）
- 神樣中學生（總理大臣）
- 槍與劍（帕利歐）
- 鋼彈系列作品
  - ∀鋼彈（テペトル）
  - 機動戰士鋼彈SEED（傑拉德·賈西亞）
- 你是主人我是僕（オーナー）
- 鬼太郎第五部（樹木子）
- 戀姬†無雙（主人）
- Code Geass 反叛的魯路修（巴特列將軍）
- 辛普森家庭（本物のシーモア・スキナー）
- 地上最強新娘（九头龙千太夫）
- 史上最強弟子兼一（安永先生）
- 灰姑娘物語（皮耶爾、漢斯、明奇、甘迪斯）
- 灼眼的夏娜（貝海默特）
- 獸神演武（猛骸）
- 十二國記（帷湍）
- 鬼面騎士（日下公彦）
- 絕對少年（鈴木平五郎／ロク（次回予告時））
- 黑之契約者（霧原直泰）
- 死亡筆記本（恐田奇一郎）
- 德克斯特的實驗室（クーシー）
- 火影忍者（孟宗）
- 忍者亂太郎（黒根住鷺太郎、黄昏甚兵衛、豪宅的主人）
- 爆裂天使（石破間總知事）
- 變形金剛（ロード・ザラク、パンチ、デュロス）
- 蝙蝠俠（ルパート・ソーン、警備員）
- 名侦探柯南（安達僚太、部下、高垣、盛岡道夫、寺林省二、武田勇三、川端四朗、郵便局員、所長、出島壯平、白井實、槌尾廣生、大山守藏）
- 羅密歐的藍天（義大利國王（維多里歐·艾曼紐勒二世））
- 流星洛克人 Tribe（南斯卡村村長）
- 暮蟬悲鳴時（北條鐵平）
- 怪醫黑傑克（人面瘡、社長）

1994年
- 咕嚕咕嚕魔法陣(1994年)（武器屋老爹、這邊村村長）

1996年
- 閃電怪馬（立原）

1998年
- 蠟筆小新（烏鴉男、非道外道、根畫）
- 哆啦A夢(大山羨代版)（恐龍獵人）
- 危險調查員（傑拉德‧唐納文）

2000年
- 哆啦A夢(大山羨代版)（律師）
- 蒙面猫侠（犀牛桑斯、樂衛門）

2001年
- 元氣五胞胎（首領）
- 棋靈王（中村茂藏）

2002年
- 天使不設防！（大衣男）

2003年
- 驚爆危機？校園篇（豹堂）
- 高橋留美子劇場（花店店主）
- 人生交叉點（小山一郎）

2004年
- 混沌武士（大吾郎）
- 馳風競艇王（波多野元太郎）
- 日式麵包王（馬戲團團長）

2005年
- 哆啦A夢(水田山葵版)（神成）
- 銀牙傳說WEED（班）
- 雪之女王（街上的男性、警衛隊長）

2006年
- 我的裘可妹妹（父親）
- 飛天小女警Z（聖誕老人）
- 王牌酒保（黑輪店老爹）

2007年
- 我們這一家（杉山勝義）
- 少女的奇幻森林（巡警）

2008年
- 小雙俠（隊長）
- 墓場鬼太郎（狼人）
- SOUL EATER（怪僧拉斯普欽）

2009年
- 閃電十一人無印版（吉良星二郎）
- 空中鞦韆（電影導演）
- 蒼天航路（何進）
- 洋蔥和尚朝太郎（日语：ねぎぼうずのあさたろう）（芥末三吉）

2010年
- 怪談餐館（爺爺）
- 黑執事Ⅱ（日本人老夫）
- 江戶盜賊團五葉（佛之宗次（老爺爺））
- 青春CUP（大熊老師）
- ONE PIECE[442話起]
- 緣之空（一葉的父親）

2011年
- 櫻桃小丸子（花輪君的爺爺）
- 罪惡王冠（供奉院翁）
- 灼眼的夏娜III（贝海模特、卡姆辛的盛装）

2012年
- 櫻桃小丸子（老大）
- 交響詩篇AO（校長）
- 軍火女王（卡利）
- 軍火女王Perfect Order（卡利）
- TARI TARI（校長）

2013年
- 打工吧！魔王大人（奧爾巴·梅亞、旁白）

2014年
- 美食獵人TORIKO（馬邁模依）
- 宇宙浪子（內褲星人）
- 破刃之劍（步兵、重臣B）
- 遊戲王ARC-V（澤渡之父）
- GUNDAM創戰者TRY（拉爾先生）

2015年
- GANGSTA.（達尼爾·蒙洛[1]）
- 機動戰士GUNDAM 鐵血的孤兒（馬魯巴·亞奇）
- 蠟筆小新（職員A、大威張角造）

2016年
- 無彩限的幻影世界（鮭魚王子）
- JoJo的奇妙冒險 不碎鑽石（東方良平）
- Active Raid－機動強襲室第八課－ 2nd（雷同）
- 野球少年（井岡洋三）
- TRICKSTER －來自江戶川亂步「少年偵探團」－（明智小五郎）
- 烏龍麵之國的金色毛毬（中島之父）

2017年
- ID-0（金斯堡教授）
- 來自「没有荣耀的天才们」的故事（日语：栄光なき天才たち）（岩田[2]）
- 名侦探柯南（丹泽道贵）

2018年
- MEGALO BOX（藪沼）
- 鬼太郎（第6作）（雷神）
- 食戟之靈 餐之皿（藤井）
- 銀河英雄傳說 Die Neue These 邂逅（亞普頓）
- 閃電十一人 阿瑞斯的天秤（吉良星二郎）
- 黃金神威（花澤中將）
- 傀儡馬戲團（梁劍峰[3]）

2019年
- revisions（横山自治會長）
- 閃亮模力小天才（テルゾー）
- 名侦探柯南（诸冈郡藏）
- 艾梅洛閣下II世事件簿 -魔眼蒐集列車 Grace note-（夏爾丹）
- 巴比倫（野丸龍一郎）
- 歌舞伎町夏洛克（兼古信雄）
- PSYCHO-PASS心靈判官 3（約瑟夫·奧瑪）
- 寶可夢 旅途（斯康叔叔）
- 刺客守則（庫洛德爾）
- 炎炎消防隊（歐梁果[4]）

2020年
- 海螺小姐
- Asatir 未來的傳說故事（阿布·拉的父親）
- 炎炎消防隊 貳之章（歐梁果）
- 數碼寶貝大冒險：（牛頭人獸）
- 暮蟬悲鳴時業（北條鐵平）
- 進擊的巨人Final Season（瑪雷外交官）

2021年
- 回復術士的重啟人生（奴隸商人）
- 暮蟬悲鳴時卒（北條鐵平）
- 境界戰機（佐久間玄）
- 數碼寶貝幽靈遊戲（天龍獸）

2022年
- 櫻桃小丸子（鬼塚）
- 最遊記RELOAD -ZEROIN-（待覺）
- 魯邦三世 PART6（友進黨幹部）
- 金裝的維爾梅～瀕臨留級的魔法師聯手最強災厄勇闖魔法世界～（學院長）
- 邪神與廚二病少女X（味噌五郎）
- 點滿農民相關技能後，不知為何就變強了。（加朗）

2023年
- 逃走中 THE GREAT MISSION（丹波博士）
- MIX 第二季～第二個夏天，邁向晴空～（戶井田導演）
- 聖魔大戰 BIKKURI-MEN（汗[5]）
- 鴨乃橋論的禁忌推理（村長）

2024年
- 明治擊劍－1874－（守屋龍三[6]）
- 蜻蛉高球（垢多）
- 蜻蛉高球 第2期（垢多）

2025年
- 最弱技能《果實大師》 ～關於能無限食用技能果實（吃了就會死）這件事～（虎髭[7]）
- 全修。（卡比坦）
- 你好！我是脈脈（大叔[8]）
- 炎炎消防隊 參之章（歐梁果[9]）

### 劇場版動畫
1996年
- 怪醫黑傑克劇場版（告密者）

2003年
- 我們這一家電影版（老先生）
- 哈姆太郎電影版－黃金鼠錦標賽，奧羅拉谷的奇蹟 小緞帶千鈞一髮！（鬍子哈姆）

2004年
- 蠟筆小新：夕陽下的春日部男孩（長相奇怪的男性）

2006年
- 銀髮阿基德（絡腮鬍老頭）
- 地海戰記

2011年
- 動畫忍者亂太郎電影版《忍者學校－全員出動！》（黃昏甚兵衛）

2015年
- 名侦探柯南：业火的向日葵（石岭泰三）

2018
- 七龙珠超 布罗利（巴拉卡斯）

2025年
- 蠟筆小新：超華麗！灼熱的春日部舞者（フラグタテルデー[10]）

### 遊戲
2001年
- 蚊（山田健一）

2010年
- 戰國BASARA3（南部晴政）

2011年
- 七龙珠系列（巴拉卡斯<第二代>、人造人8號<第二代>）

2018年
- 東京放學後召喚師（日语：東京放課後サモナーズ）（牛魔王[11]）

### 外語配音
- 第凡內早餐（席德·烏爾巴赫、奧肖內西）※影碟版。

## 外部連結
- 青二Production公式官網的聲優簡介 （页面存档备份，存于） （日語）
- Kenyu Office所屬期間的聲優簡介 （日語）
- 寶龜克壽的X（前Twitter） （日語）
- （日語）－寶龜克壽的官方個人部落格。